# Мілісекундний пульсар

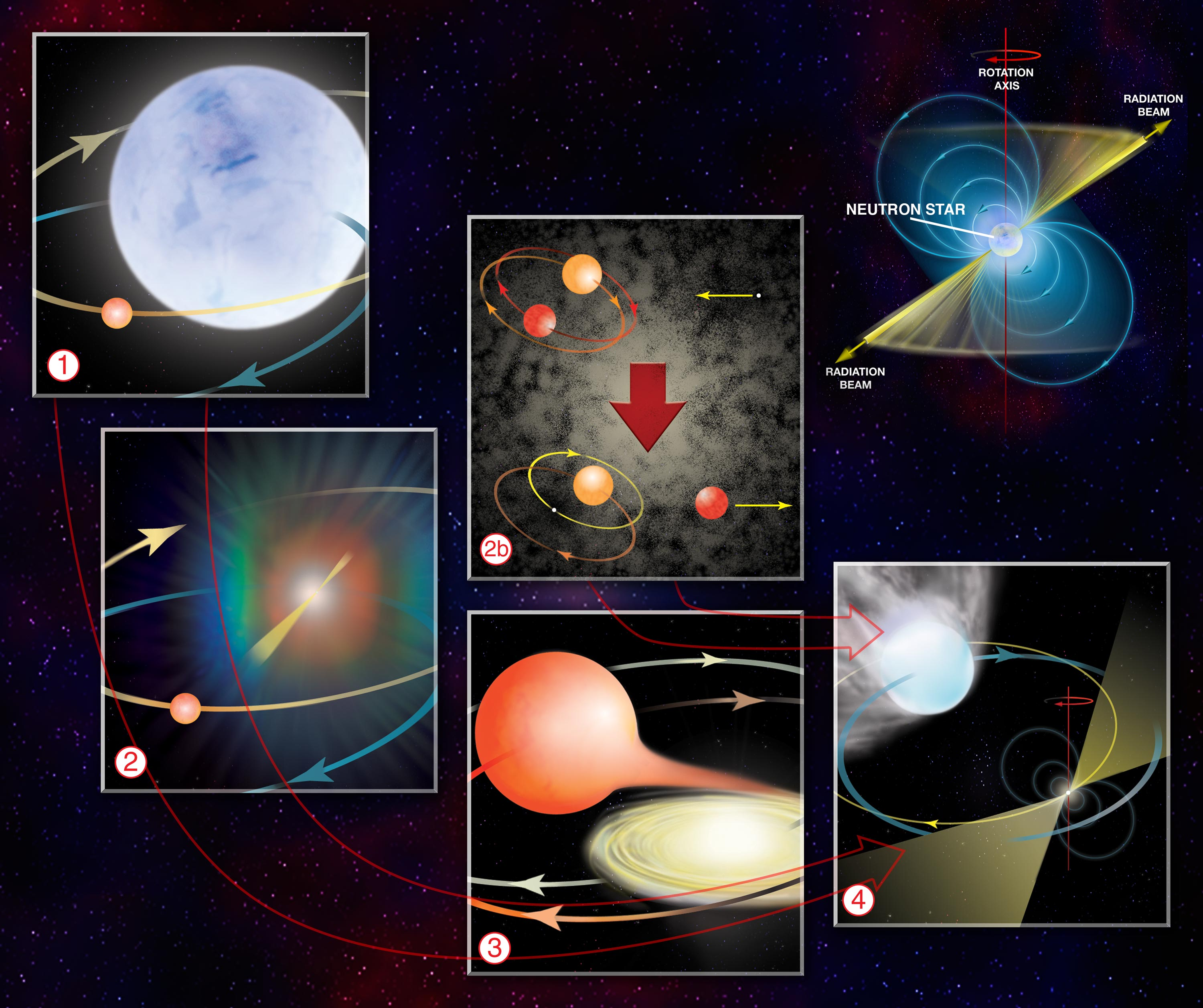
Діаграма показує механізм утворення пульсара з надшвидким обертанням. 1. Масивна зоря-надгігант і «звичайна» сонцеподібна зоря обертаються одна навколо одної. 2. Масивна зоря вибухає, залишаючи пульсар, який згодом сповільнюється, втрачає магнітне поле і стає відносно холодною й неактивною нейтронною зорею. 3. Згодом сонцеподібна зоря розширюється, передаючи речовину нейтронній зорі. Ця акреція прискорює обертання нейтронної зорі. 4. Акреція закінчується, а нейтронна зоря залишається мілісекундним пульсаром. 2b. В щільному кулястому скупченні зорі з найменшою масою викидаються, решта нормальних зір еволюціонують, і реалізується той самий сценарій (3-4), утворюючи багато мілісекундних пульсарів.

Мілісекундний пульсар — пульсар із періодом обертання менше 10 мілісекунд чи близько того. Мілісекундні пульсари виявили на радіо-, рентгенівських та гамма- частотах електромагнітного спектру. Основна теорія походження мілісекундних пульсарів полягає в тому, що це старі нейтронні зорі, які розкрутилися до високої швидкостей обертання внаслідок акреції речовини з зорі-супутника в тісній подвійній системі.

## Походження
Мілісекундні пульсари вважаються пов’язаними з рентгенівськими подвійними системами малої маси. Вважається, що рентгенівське випромінювання в цих системах створюється акреційним диском нейтронної зорі, утвореним із зовнішніх шарів зорі-супутника, яка вийшла за межі своєї порожнини Роша. Передача кутового моменту в ході акреції може збільшити швидкість обертання пульсара до сотень обертів на секунду, як це й спостерігається в мілісекундних пульсарах.
Багато мілісекундних пульсарів перебувають у кулястих скупченнях. Це узгоджується з теорією їх утворення шляхом акреції, оскільки надзвичайно висока зоряна щільність цих скупчень призводить до набагато вищої ймовірності того, що пульсар має (або захоплює) гігантську зорю-супутник. Станом на 2007 рік у кулястих скупченнях було відомо близько 130 мілісекундних пульсарів. Кулясте скупчення Terzan 5 містило 37 із них, за ним йдуть 47 Тукана — 22 пульсари, а в M28 і M15 - по 8 пульсарів у кожному.

## Екзопланети
Імпульси мілісекундних пульсарів, якщо їх усереднити за десятиліття, мають стабільність, порівнянну зі стандартами часу на основі атомного годинника. Це також робить їх дуже чутливими зондами свого середовища. Наприклад, невидимий об'єкт на орбіті навколо них викликає періодичні доплерівські зміщення в часі прибуття імпульсів на Землю, які дозволяють вимірювання орбіти та маси невидимого об’єкта. Цей метод настільки чутливий, що дозволяє виявлення навіть таких маленьких об’єктів, як астероїди. Перші підтверджені екзопланети виявили на орбіті навколо мілісекундного пульсара PSR B1257+12, за кілька років до виявлення екзопланет навколо звичайних зір. Протягом кількох років ці планети залишалися єдиними відомими об’єктами земної маси за межами Сонячної системи. Один із них, PSR B1257+12 D, має навіть меншу масу, порівнянну з масою Місяця, і досі є найменшим за масою об’єктом, відомим за межами Сонячної системи.

## Гранична швидкість обертання

Зоряна система Терзан 5

Перший мілісекундний пульсар, PSR B1937+21, відкрили 1982 року Дон Бекер та ін. Він обертається приблизно 641 разів на секунду і досі залишається одним із найшвидших відомих мілісекундних пульсарів. Пульсар PSR J1748-2446ad, відкритий у 2004 році, обертається 716 разів на секунду і станом на 2006 рік був найшвидшим відомим пульсаром.
Сучасні теорії будови та еволюції нейтронних зір передбачають, що пульсар розпадеться на частини, якщо обертатиметься зі швидкістю понад 1500 обертів за секунду, і що на швидкості понад 1000 обертів за секунду вони втрачатимуть енергію через гравітаційне випромінювання швидше, ніж процес акреції прискорюватиме їх.
На початку 2007 року за даними Rossi X-ray Timing Explorer і космічного телескопа INTEGRAL було виявлено нейтронну зорю XTE J1739-285 з частотою обертання 1122 Гц. Результат не є статистично значущим і має рівень значущості лише 3 сигма. Хоча це цікавий кандидат для подальших спостережень, ті результати були непереконливі.
Вважається, що гравітаційне випромінювання відіграє певну роль в уповільненні швидкості обертання мілісекундних пульсарів. Один рентгенівський пульсар, який обертається зі швидкістю 599 обертів на секунду, IGR J00291+5934, є основним кандидатом на виявлення гравітаційних хвиль у майбутньому (більшість таких рентгенівських пульсарів обертається лише зі швидкістю близько 300 обертів на секунду).

## Застосування до виявлення гравітаційних хвиль
Сажин і Детвейлер наприкінці 1970-х років першими запропонували використовувати пульсари як детектори гравітаційних хвиль. Ідея полягає в тому, щоб розглядати барицентр Сонячної системи та віддалений пульсар як протилежні кінці уявного плеча детектора гравітаційних хвиль. Пульсар діє як еталонний годинник на одному кінці плеча, посилаючи регулярні сигнали, які приймає спостерігач на Землі. Вплив гравітаційної хвилі полягає в порушенні локальної метрики простору-часу та зміні спостережуваної частоти обертання пульсара.

Діаграма кореляції між пульсарами, спостережуваними за допомогою NANOGrav (2023), залежно від кутової відстані між пульсарами. Теоретична модель позначена штриховою фіолетовою лінією, модель без гравітаційних хвиль — суцільною зеленою лінією.

Геллінгс і Даунс в 1983 році поширили цю ідею на масив пульсарів і виявили, що стохастичний фон гравітаційних хвиль створить корельований сигнал для різних кутових відстаней на небі, тепер[коли?] відомий як крива Геллінгса—Даунса (англ. Hellings–Downs curve). Чутливість цього метода була обмежена точністю та стабільністю обертання пульсарів у масиві. Після відкриття першого мілісекундного пульсара в 1982 році Фостер і Беккер були одними з перших астрономів, які серйозно покращили чутливість до гравітаційних хвиль, застосувавши аналіз Геллінгса—Даунса до масиву високостабільних мілісекундних пульсарів.
Поява сучасних цифрових систем збору даних, нових радіотелескопів і приймачів, а також відкриття багатьох нових пульсарів підвищили чутливість масиву таймінгу пульсарів. Стаття 2010 року Гоббса та ін. підсумовує ранній стан таких міжнародних досліджень. Стаття 2013 року Демореста та ін. описує аналіз даних NANOGrav за перші п'ять років і перше обмеження на стохастичний фон гравітаційних хвиль. Після цього у 2015 та 2018 роках відповідно були опубліковані результати NANOGrav за 9 і 11 років. Кожен додатково обмежив фон гравітаційної хвилі, а в другому випадку були вдосконалені методи точного визначення барицентру Сонячної системи.
У 2020 році було представлено перші докази гравітаційно-хвильового фону та отримано форму шуму, що відповідала теоретичним очікуванням, однак ці дані ще не можна було однозначно інтерпретувати як гравітаційні хвилі.
У червні 2023 року NANOGrav опублікував додаткові докази фону стохастичних гравітаційних хвиль, використовуючи дані за 15 років. Зокрема, він зробив вимірювання кривої Геллінгса–Даунса, унікальної ознаки спостереження гравітаційної хвилі.